# Nico Pichler
Nico Pichler (* 2. März 1998 in Knittelfeld) ist ein österreichischer Fußballspieler.

## Karriere
Pichler begann seine Karriere beim FC St. Margarethen/Knittelfeld. Zur Saison 2010/11 wechselte er in die Jugend des FC Judenburg. Nach einer Saison in Judenburg kam er zur Saison 2011/12 in die Jugend des SK Sturm Graz. Zur Saison 2012/13 wechselte er in die AKA Burgenland, in der er fortan sämtliche Altersstufen durchlief.
Im Mai 2016 stand er gegen den SV Wimpassing erstmals im Kader der Amateure der SV Mattersburg. Sein Debüt für diese in der Landesliga gab er im selben Monat, als er am 33. Spieltag der Saison 2015/16 gegen die Zweitmannschaft des SC-ESV Parndorf 1919 in der 65. Minute für Alexander Taschner eingewechselt wurde. Bis Saisonende kam er zu drei Einsätzen in der vierthöchsten Spielklasse. In der Saison 2016/17 kam Pichler zu 20 Einsätzen, in denen er ohne Torerfolg blieb. Im April 2018 erzielte er bei einem 4:1-Sieg gegen den FC Deutschkreutz sein erstes Tor für Mattersburg II. Zu Saisonende stieg er mit den Amateuren in die Regionalliga auf. Sein Debüt in dieser gab er im August 2018, als er am ersten Spieltag der Saison 2018/19 gegen den SV Leobendorf in der Startelf stand. In seiner ersten Regionalligasaison kam er zu 19 Einsätzen.
Im November 2019 stand er gegen den SKN St. Pölten erstmals im Kader der Profis von Mattersburg. Sein Debüt für diese in der Bundesliga gab er im Dezember 2019, als er am 18. Spieltag der Saison 2019/20 gegen die WSG Tirol in der 52. Minute für Christoph Halper eingewechselt wurde. Der Verein stellte nach der Saison 2019/20 den Spielbetrieb ein.
Daraufhin wechselte er Ende August 2020 zum Zweitligisten Floridsdorfer AC. Für die Wiener absolvierte er in der Saison 2020/21 19 Partien in der 2. Liga. Zur Saison 2021/22 wechselte er zum viertklassigen DSV Leoben. Nach rund dreieinhalb Jahren verließ er den finanziell schwer angeschlagenen Klub, der kurz darauf Konkurs anmelden musste, zum Regionalligisten SC Weiz.

## Persönliches
Sein Zwillingsbruder Luca ist ebenfalls Fußballspieler.